# Mason City, Iowa
Mason City är en stad i Cerro Gordo County i delstaten Iowa, USA. Mason City är administrativ huvudort (county seat) i Cerro Gordo County.